# Luxemburg az 1952. évi nyári olimpiai játékokon
Luxemburg a finnországi Helsinkiben megrendezett 1952. évi nyári olimpiai játékok egyik részt vevő nemzete volt. Az országot az olimpián 9 sportágban 44 sportoló képviselte, akik összesen 1 érmet szereztek.

## Érmesek
| Érem  | Versenyző    | Sportág  | Versenyszám  |
| ----- | ------------ | -------- | ------------ |
| Arany | Josy Barthel | Atlétika | Férfi 1500 m |

## Atlétika
Férfi
| Versenyző                                               | Versenyszám     | Előfutam | Előfutam | Előfutam | Negyeddöntő | Negyeddöntő | Negyeddöntő | Elődöntő | Elődöntő | Elődöntő | Döntő   | Döntő    |
| Versenyző                                               | Versenyszám     | Idő      | Hely.    | Össz.    | Idő         | Hely.       | Össz.       | Idő      | Hely.    | Össz.    | Idő     | Helyezés |
| ------------------------------------------------------- | --------------- | -------- | -------- | -------- | ----------- | ----------- | ----------- | -------- | -------- | -------- | ------- | -------- |
| Fred Hammer                                             | 200 m           | 22,63    | 4.       | 46.      | kiesett     | kiesett     | kiesett     | kiesett  | kiesett  | kiesett  | kiesett | kiesett  |
| Fred Hammer                                             | 400 m           | 49,90    | 6.       | 47.      | kiesett     | kiesett     | kiesett     | kiesett  | kiesett  | kiesett  | kiesett | kiesett  |
| Roby Schaeffer                                          | 200 m           | 22,76    | 3.       | 55.      | kiesett     | kiesett     | kiesett     | kiesett  | kiesett  | kiesett  | kiesett | kiesett  |
| Jean Hamilius                                           | 400 m           | 50,75    | 6.       | 58.      | kiesett     | kiesett     | kiesett     | kiesett  | kiesett  | kiesett  | kiesett | kiesett  |
| Gérard Rasquin                                          | 400 m           | 50,12    | 4.       | 49.      | kiesett     | kiesett     | kiesett     | kiesett  | kiesett  | kiesett  | kiesett | kiesett  |
| Josy Barthel                                            | 1500 m          | 3:51,75  | 1.       | 4.       |             |             |             | 3:50,51  | 1.       | 3.       | 3:45,28 |          |
| Paul Frieden                                            | 5000 m          | 15:23,2  | 13.      | 40.      |             |             |             |          |          |          | kiesett | kiesett  |
| Johny Fonck                                             | 110 m gát       | 16,35    | 6.       | 30.      |             |             |             | kiesett  | kiesett  | kiesett  | kiesett | kiesett  |
| Johny Fonck                                             | 400 m gát       | 57,93    | 5.       | 38.      | kiesett     | kiesett     | kiesett     | kiesett  | kiesett  | kiesett  | kiesett | kiesett  |
| Roby Schaeffer Jean Hamilius Fred Hammer Gérard Rasquin | 4 × 400 m váltó | 3:16,38  | 5.       | 15.      |             |             |             |          |          |          | kiesett | kiesett  |

## Birkózás
Kötöttfogású
| Versenyző       | Versenyszám | 1. forduló                  | 2. forduló                       | 3. forduló        | 4. forduló        | 5. forduló        | 6. forduló        | 7. forduló        | Helyezés |
| Versenyző       | Versenyszám | Ellenfél Eredmény           | Ellenfél Eredmény                | Ellenfél Eredmény | Ellenfél Eredmény | Ellenfél Eredmény | Ellenfél Eredmény | Ellenfél Eredmény | Helyezés |
| --------------- | ----------- | --------------------------- | -------------------------------- | ----------------- | ----------------- | ----------------- | ----------------- | ----------------- | -------- |
| Metty Scheitler | 67 kg       | Jan Cools (BEL) · 0-3       | Kamal Hussain (EGY) · 0-3        | kiesett           | kiesett           | kiesett           | kiesett           | kiesett           | 14.      |
| Heng Freylinger | 73 kg       | Khalil Taha (LIB) · 0-3     | Gottfried Anglberger (AUT) · 0-3 | kiesett           | kiesett           | kiesett           | kiesett           |                   | 13.      |
| Jos Schummer    | 96 kg       | Kelpo Gröndahl (FIN) · 3:30 | İsmet Atlı (TUR) · 2:15          | kiesett           | kiesett           | kiesett           | kiesett           |                   | 8.       |

## Kajak-kenu
Férfi
| Versenyző                  | Versenyszám           | Előfutam | Előfutam | Előfutam | Döntő   | Döntő    |
| Versenyző                  | Versenyszám           | Idő      | Hely.    | Össz.    | Idő     | Helyezés |
| -------------------------- | --------------------- | -------- | -------- | -------- | ------- | -------- |
| Roland Licker              | Kajak egyes 1000 m    | 4:48,1   | 7.       | 20.      | kiesett | kiesett  |
| Léon Roth                  | Kajak egyes 10 000 m  |          |          |          | 56:02,9 | 17.      |
| Johnny Lucas Léon Roth     | Kajak kettes 1000 m   | 4:21,6   | 6.       | 18.      | kiesett | kiesett  |
| Eugène Hanck Roland Licker | Kajak kettes 10 000 m |          |          |          | 50:08,4 | 18.      |

## Kerékpározás

### Országúti kerékpározás
| Versenyző                                        | Versenyszám | Eredmény              | Helyezés      |
| ------------------------------------------------ | ----------- | --------------------- | ------------- |
| Roger Ludwig                                     | Egyéni      | 5:11:20,0 (+5:16,6)   | 14.           |
| André Moes                                       | Egyéni      | 5:11:19,0 (+5:15,6)   | 11.           |
| Nicolas Morn                                     | Egyéni      | 5:26:25,0 (+20:21,6)  | 51.           |
| Jean Schmit                                      | Egyéni      | nem ért célba         | nem ért célba |
| André Moes Roger Ludwig Nicolas Morn Jean Schmit | Csapat      | 15:49:04,0 (+28:17,4) | 7.            |

## Labdarúgás
- Camille Wagner
- Fernand Guth
- Ferd Lahure
- Menn Muller
- Johny Jaminet
- Jos Roller
- Jules Gales
- Léon Letsch
- Léon Spartz
- Michel Reuter
- Vic Nurenberg

Selejtező
| 1952. július 16. |

| Luxemburg (LUX)                          | 5–3 (h. u.)                 | Nagy-Britannia                  |
| ---------------------------------------- | --------------------------- | ------------------------------- |
| Roller 60' 95' 97' Letsch 91' Gales 102' | (0–1, 1–1, 4–2) Jegyzőkönyv | Robb 12' Slater 101' Lewis 118' |

| Lahti stadion, Lahti Játékvezető: Vincenzo Orlandini (olasz) |

Nyolcaddöntő
| 1952. július 20. |

| Brazília (BRA)               | 2–1               | Luxemburg |
| ---------------------------- | ----------------- | --------- |
| Larry 42' Humberto Tozzi 49' | (1–0) Jegyzőkönyv | Gales 86' |

| Kotka stadion, Kotka Játékvezető: Maryan Macancic (jugoszláv) |

| Csapat    | Helyezés |
| --------- | -------- |
| Luxemburg | 9.       |

## Ökölvívás
| Versenyző       | Versenyszám   | Selejtező                   | Nyolcaddöntő                | Negyeddöntő       | Elődöntő          | Döntő             | Helyezés |
| Versenyző       | Versenyszám   | Ellenfél Eredmény           | Ellenfél Eredmény           | Ellenfél Eredmény | Ellenfél Eredmény | Ellenfél Eredmény | Helyezés |
| --------------- | ------------- | --------------------------- | --------------------------- | ----------------- | ----------------- | ----------------- | -------- |
| Fernand Backes  | Kisváltósúly  |                             | Jean Paternotte (BEL) · 0-3 | kiesett           | kiesett           | kiesett           | 9.       |
| Jeannot Welter  | Váltósúly     | Franco Vescovi (ITA) · 0-2  | kiesett                     | kiesett           | kiesett           | kiesett           | 17.      |
| Bruno Mattiussi | Nagyváltósúly | Guido Mazzinghi (ITA) · 0-3 | kiesett                     | kiesett           | kiesett           | kiesett           | 17.      |
| Fred Stürmer    | Középsúly     | Boris Nikolov (BUL) · 0-3   | kiesett                     | kiesett           | kiesett           | kiesett           | 17.      |

## Torna
Férfi
| Versenyző                                                                         | Versenyszám      | Eredmény | Helyezés |
| --------------------------------------------------------------------------------- | ---------------- | -------- | -------- |
| Marcel Coppin                                                                     | Talaj            | 16,15    | 137.**   |
| Marcel Coppin                                                                     | Ugrás            | 18,35    | 54.****  |
| Marcel Coppin                                                                     | Korlát           | 16,05    | 142.*    |
| Marcel Coppin                                                                     | Nyújtó           | 16,10    | 127.*    |
| Marcel Coppin                                                                     | Gyűrű            | 15,70    | 146.     |
| Marcel Coppin                                                                     | Lólengés         | 13,70    | 147.**   |
| Marcel Coppin                                                                     | Egyéni összetett | 96,05    | 131.     |
| Hubert Erang                                                                      | Talaj            | 16,70    | 116.     |
| Hubert Erang                                                                      | Ugrás            | 18,15    | 79.***   |
| Hubert Erang                                                                      | Korlát           | 15,85    | 147.*    |
| Hubert Erang                                                                      | Nyújtó           | 16,00    | 131.*    |
| Hubert Erang                                                                      | Gyűrű            | 15,20    | 157.*    |
| Hubert Erang                                                                      | Lólengés         | 13,80    | 143.     |
| Hubert Erang                                                                      | Egyéni összetett | 95,70    | 134.     |
| Armand Huberty                                                                    | Talaj            | 16,15    | 137.**   |
| Armand Huberty                                                                    | Ugrás            | 16,85    | 146.**   |
| Armand Huberty                                                                    | Korlát           | 17,70    | 94.*     |
| Armand Huberty                                                                    | Nyújtó           | 17,65    | 73.*     |
| Armand Huberty                                                                    | Gyűrű            | 16,10    | 130.     |
| Armand Huberty                                                                    | Lólengés         | 16,30    | 100.     |
| Armand Huberty                                                                    | Egyéni összetett | 100,75   | 103.     |
| Jey Kugeler                                                                       | Talaj            | 14,20    | 170.*    |
| Jey Kugeler                                                                       | Ugrás            | 17,70    | 107.**   |
| Jey Kugeler                                                                       | Korlát           | 17,65    | 96.***   |
| Jey Kugeler                                                                       | Nyújtó           | 16,30    | 121.     |
| Jey Kugeler                                                                       | Gyűrű            | 17,15    | 104.*    |
| Jey Kugeler                                                                       | Lólengés         | 14,20    | 138.     |
| Jey Kugeler                                                                       | Egyéni összetett | 97,20    | 126.**   |
| René Schroeder                                                                    | Talaj            | 15,20    | 157.*    |
| René Schroeder                                                                    | Ugrás            | 16,45    | 156.*    |
| René Schroeder                                                                    | Korlát           | 15,45    | 155.*    |
| René Schroeder                                                                    | Nyújtó           | 16,20    | 124.*    |
| René Schroeder                                                                    | Gyűrű            | 16,40    | 121.**   |
| René Schroeder                                                                    | Lólengés         | 8,25     | 182.*    |
| René Schroeder                                                                    | Egyéni összetett | 87,95    | 163.     |
| Josy Stoffel                                                                      | Talaj            | 17,85    | 59.**    |
| Josy Stoffel                                                                      | Ugrás            | 18,55    | 31.***   |
| Josy Stoffel                                                                      | Korlát           | 18,70    | 26.      |
| Josy Stoffel                                                                      | Nyújtó           | 18,45    | 40.**    |
| Josy Stoffel                                                                      | Gyűrű            | 18,70    | 26.**    |
| Josy Stoffel                                                                      | Lólengés         | 18,10    | 40.**    |
| Josy Stoffel                                                                      | Egyéni összetett | 110,35   | 32.      |
| Josy Stoffel Armand Huberty Jey Kugeler Marcel Coppin Hubert Erang René Schroeder | Csapat összetett | 503,25   | 18.      |

* - egy másik versenyzővel azonos eredményt ért el

** - két másik versenyzővel azonos eredményt ért el

*** - három másik versenyzővel azonos eredményt ért el

**** - tíz másik versenyzővel azonos eredményt ért el

## Úszás
Férfi
| Versenyző | Versenyszám | Előfutam | Előfutam | Előfutam | Elődöntő | Elődöntő | Elődöntő | Döntő   | Döntő    |
| Versenyző | Versenyszám | Idő      | Hely.    | Össz.    | Idő      | Hely.    | Össz.    | Idő     | Helyezés |
| --------- | ----------- | -------- | -------- | -------- | -------- | -------- | -------- | ------- | -------- |
| René Kohn | 200 m mell  | 2:59,3   | 6.       | 37.      | kiesett  | kiesett  | kiesett  | kiesett | kiesett  |

## Vívás
Férfi
| Versenyző                                               | Versenyszám       | 1. forduló             | 1. forduló | 2. forduló | 2. forduló | Elődöntő | Elődöntő | Döntő | Döntő   |
| Versenyző                                               | Versenyszám       | Ellenfelek Eredmény    | Hely.      | Ellenfelek Eredmény | Hely.      | Ellenfelek Eredmény | Hely.    | Ellenfelek Eredmény | Hely.   |
| ------------------------------------------------------- | ----------------- | ---------------------- | ---------- | --- | ---------- | --- | -------- | --- | ------- |
| Léon Buck                                               | Párbajtőr, egyéni |                        |            | Fathallah Abdel Rahman (EGY) · Carlo Pavesi (ITA) · René Dybker (DEN) · Paul Barth (SUI) · Johan von Koss (NOR) · Andrzej Przeździecki (POL) · Ivan Lund (AUS) · Carlos Dias (POR) · 5-1 (8) | 1.**       | Mogens Lüchow (DEN) · Per Carleson (SWE) · Dario Mangiarotti (ITA) · Sákovics József (HUN) · Allan Jay (GBR) · Fathallah Abdel Rahman (EGY) · Rolf Wiik (FIN) · Ed Vebell (USA) · René Bougnol (FRA) · 5-4 (16)                  | 5.       | Edoardo Mangiarotti (ITA) · Dario Mangiarotti (ITA) · Oswald Zappelli (SUI) · Sákovics József (HUN) · Carlo Pavesi (ITA) · Per Carleson (SWE) · Carl Forssell (SWE) · Erkki Kerttula (FIN) · Mogens Lüchow (DEN) · 6-3 (19) | 4.      |
| Émile Gretsch                                           | Párbajtőr, egyéni |                        |            | Rolf Wiik (FIN) · Mogens Lüchow (DEN) · Carl Forssell (SWE) · Ghislain Delaunois (BEL) · Berzsenyi Barnabás (HUN) · Ronald Parfitt (GBR) · Adam Krajewski (POL) · 5-3 (14)                   | 1.         | Edoardo Mangiarotti (ITA) · Erkki Kerttula (FIN) · Oswald Zappelli (SUI) · Carl Forssell (SWE) · Carlo Pavesi (ITA) · Sven Fahlman (SWE) · René Dybker (DEN) · Álvaro Mário Mourão (POR) · Jean-Baptiste Maquet (BEL) · 2-6 (21) | 7.*      | kiesett | kiesett |
| Jean-Fernand Leischen                                   | Párbajtőr, egyéni |                        |            | Erkki Kerttula (FIN) · Per Carleson (SWE) · Sákovics József (HUN) · Oswald Zappelli (SUI) · John Fethers (AUS) · Raimondo Carnera (DEN) · Egill Knutzen (NOR) · Tom Kearney (IRL) · 2-5 (17) | 8.         | kiesett | kiesett  | kiesett | kiesett |
| Émile Gretsch Jean-Fernand Leischen Paul Anen Léon Buck | Párbajtőr, csapat | Ausztrália (AUS) · 8-3 | 2.         | Magyarország (HUN) · 4-10 · Franciaország (FRA) · 9-6 · Finnország (FIN) · 10-6 | 2.         | Dánia (DEN) · 10-5 | 1.       | Olaszország (ITA) · 2-12 · Svédország (SWE) · 3-13 · Svájc (SUI) · 4-8 | 4.      |